# Robert Murzeau
Robert Murzeau (20 de junio de 1909 – 8 de julio de 1990) fue un actor teatral, cinematográfico y televisivo de nacionalidad francesa.
Nacido en La Rochelle, Francia, su nombre completo era Pierre Robert Murzeau. Falleció en Châtelaillon-Plage, Francia.

## Filmografía

### Cine
- 1946 : Le destin s'amuse, de Emil-Edwin Reinert
- 1947 : Les Maris de Léontine, de René Le Hénaff
- 1947 : Monsieur Vincent, de Maurice Cloche
- 1948 : Aux yeux du souvenir, de Jean Delannoy
- 1949 : Le Roi, de Marc-Gilbert Sauvajon
- 1949 : L'Extravagante Théodora, de Henri Lepage
- 1950 : Atoll K, de Léo Joannon
- 1951 : Moumou, de René Jayet
- 1953 : Jeunes Mariés, de Gilles Grangier
- 1953 : Les Amoureux de Marianne, de Jean Stelli
- 1954 : Madame du Barry, de Christian-Jaque
- 1955 : Paris canaille, de Pierre Gaspard-Huit
- 1956 : Les carottes sont cuites, de Robert Vernay
- 1956 : Courte tête, de Norbert Carbonnaux
- 1964 : Une ravissante idiote, de Édouard Molinaro
- 1965 : La Pharmacienne, de Jany Holt y Serge Hanin

### Televisión
- 1959  "Maître Bolbec et son mari", dirección de André Leroux
- 1961 : L'Eventail de Lady Windermere, de François Gir
- 1961 : Le Théâtre de la jeunesse : Le Capitaine Fracasse, a partir de Théophile Gautier, dirección de François Chatel
- 1967 : Au théâtre ce soir : Des enfants de cœur, de François Campaux, escenografía de Christian-Gérard, dirección de Pierre Sabbagh, Teatro Marigny
- 1967 : Au théâtre ce soir : Isabelle et le pélican, de Marcel Franck, escenografía de Maurice Guillaud, dirección de Pierre Sabbagh, Teatro Marigny
- 1967 : Jean de la Tour Miracle
- 1970 : Au théâtre ce soir : La Roulotte, de Michel Duran, escenografía de Alfred Pasquali, dirección de Pierre Sabbagh, Teatro Marigny
- 1973 : Au théâtre ce soir : Les Quatre Vérités, de Marcel Aymé, escenografía de René Clermont, dirección de Georges Folgoas, Teatro Marigny
- 1975 : Au théâtre ce soir : Lady Godiva, de Jean Canolle, escenografía de Michel de Ré, dirección de Pierre Sabbagh, Teatro Edouard VII
- 1975 : Hugues-le-Loup, de Michel Subiela
- 1978 : Mitzi, de Marcel Bluwal
- 1979 : Le Journal, de Philippe Lefebvre
- 1980 : Julien Fontanes, magistrat
- 1982 : La Cerisaie, de Antón Chéjov, dirección de Peter Brook

## Teatro
- 1934 : Jeanne d'Arc, de Saint-Georges de Bouhélier, Teatro del Odéon
- 1936 : Napoléon unique, de Paul Raynal, escenografía de Jacques Copeau, Teatro de la Porte Saint-Martin
- 1937 : Le Mari singulier, de Luc Durtain, Teatro del Odéon
- 1942 : Et moi je te dis qu'elle t'a fait de l'œil, de Maurice Hennequin y Pierre Veber, escenografía de Robert Ancelin, Teatro de la Porte Saint-Martin
- 1946 : Jeux d'esprits, de Noel Coward, escenografía de Pierre Dux, Teatro de la Madeleine
- 1946 : La Sainte Famille, de André Roussin, escenografía de Jean Meyer, Teatro Saint-Georges
- 1946 : La Route des Indes, de Jacques Deval a partir de Ronald Harwood, Teatro des Ambassadeurs
- 1949 : Sincèrement, de Michel Duran, escenografía de Alice Cocea, Teatro des  Capucines
- 1951 : Guillaume le confident, de Gabriel Arout, escenografía de Pierre Dux, Théâtre de Paris
- 1951 : L'Ile heureuse, de Jean-Pierre Aumont, escenografía de Pierre Dux, Teatro Edouard VII
- 1951 : Le Bel Indifférent, de Jean Cocteau, Teatro de la Renaissance
- 1951 : Le Médecin malgré elle, de Marie-Louise Villiers, escenografía de Robert Murzeau, Teatro de la Renaissance
- 1952 : Le Médecin malgré elle, de Marie-Louise Villiers, escenografía de Robert Murzeau, Teatro des Célestins
- 1952 : Enfant du miracle, de Paul Gavault y Robert Charvay, escenografía de René Rocher, Teatro del Apollo
- 1953 :  Treize à table, de Marc-Gilbert Sauvajon, escenografía del autor, Teatro des Capucines
- 1954 : Le Coin tranquille, de Michel André, escenografía de Christian-Gérard, Teatro Michel
- 1954 : Mon ami Guillaume, de Gabriel Arout y Jean Locher, escenografía de Pierre Dux, Teatro Michel
- 1955 : Isabelle et le pélican, de Marcel Franck, escenografía de Marc Camoletti, Teatro Edouard VII, Teatro del Ambigu-Comique
- 1957 : Mon cœur balance, de Michel Duran, escenografía de Alice Cocéa, Teatro Verlaine
- 1958 : Lady Godiva, de Jean Canolle, escenografía de Michel de Ré, Théâtre de Paris
- 1958 : La Saint Valentin, de Raymond Vincy, escenografía de Alfred Pasquali, Teatro des Célestins
- 1959 : Homicide par prudence, de Frédéric Valmain a partir de Double Cross, de John O'Hare, escenografía de Jean Dejoux, Teatro Charles de Rochefort
- 1960 : Les femmes veulent savoir, de Jacques Glaizal y Anne Blehaut, escenografía de Christian-Gérard, Teatro Verlaine
- 1960 : Le Mariage de Monsieur Mississippi, de Friedrich Dürrenmatt, escenografía de Georges Vitaly, Teatro La Bruyère
- 1962 : Trois fois le jour, de Claude Spaak, escenografía de Daniel Leveugle, Théâtre de l'Athénée
- 1962 : Le Fils d'Achille, de Maria Mauban, escenografía de Michel de Ré, Teatro des Nouveautés, Teatro del Ambigu-Comique
- 1963 : La Femme d'un autre et le mari sous le lit, de Fiódor Dostoyevski, escenografía de André Charpak, Teatro Récamier
- 1963 : Vautrin, de André Charpak a partir de Honoré de Balzac, escenografía de André Charpak, Teatro Récamier
- 1964 : Ballade pour un futur, de Felix Lutzkendorf, escenografía de Jean-Paul Cisife, Teatro des Mathurins
- 1965 : Jamais trop tard, de Arthur Long Summer, escenografía de Christian-Gérard, Teatro Verlaine
- 1965 : Des enfants de cœur !, de François Campaux, escenografía de Christian-Gérard, Teatro Verlaine
- 1966 : Baby Hamilton, de Maurice Braddell y Anita Hart, escenografía de Christian-Gérard, Teatro de la Porte Saint-Martin
- 1967 : Les Visions de Simone Machard, de Bertolt Brecht, escenografía de Gabriel Garran, Teatro de la Commune
- 1968 : Les Visions de Simone Machard, de Bertolt Brecht, escenografía de Gabriel Garran, Maison de la culture de Caen
- 1971 : Deux Imbéciles heureux, de Michel André, Teatro Gramont
- 1974 : Macbett, de Eugène Ionesco, escenografía de Jacques Mauclair, Festival de Vaison-la-Romaine
- 1974 : Colombe, de Jean Anouilh, escenografía de Jean Anouilh y Roland Piétri, Teatro de los Campos Elíseos
- 1981 : El jardín de los cerezos, de Antón Chéjov, escenografía de Peter Brook, Teatro des Bouffes du Nord
- 1982 : Du vent dans les branches de sassafras, de René de Obaldia, escenografía de Jean-Luc Tardieu, Maison de la culture de Nantes
- 1983 : El jardín de los cerezos, de Antón Chéjov, escenografía de Peter Brook, Teatro des Bouffes du Nord